# Apremios ilegales
Apremios ilegales  es una figura jurídica del Código Penal, que se refiere a un delito que se encuentra entre aquellos que atentan contra la libertad individual.

El apremio ilegal se produce cuando un funcionario público, haciendo abuso de sus funciones o autoridad, o sin cumplir con las formalidades indicadas por la ley, priva a alguien de su libertad personal, o aplica cualquier tipo de vejamen y/o tormentos.

## Los apremios en el Antiguo Régimen y su abolición
Los «apremios» eran una forma de tortura indirecta para arrancar al reo la confesión que consistía en encerrarlo en un calabozo cargado de grilletes (los grillos, el apremio más común) donde era sometido a otras coacciones físicas, como el apremio de llave o prensa, «consistente en oprimir intensamente con un aparato los dedos pulgares, hasta hacerlos sangrar» o como el cepo y el brete que consistía en colocar un cepo de madera o de hierro en los pies del preso.
Los apremios fueron abolidos por un decreto de las Cortes de Cádiz aprobado por unanimidad el 22 de abril de 1811:

Las Cortes generales y extraordinarias, con absoluta conformidad y unanimidad de todos los votos, declaran por abolido para siempre el tormento en todos los dominios de la Monarquía española, y la práctica de afligir y molestar a los reos, por los que ilegal y abusivamente llamaban apremios; prohíben los que se conocían con el nombre de esposas, perrillos, calabozos extraordinarios y otros, cualesquiera que fuese su denominación y uso, sin que ningún juez, tribunal ni juzgado, por privilegiado que sea , pueda mandar ni imponer la tortura, ni usar de los insinuados apremios bajo responsabilidad y la pena por el mismo hecho de mandarlo de ser destituidos los jueces de su empleo y dignidad, cuyo crimen podrá perseguirse por acción popular, derogando desde luego cualesquiera ordenanzas, leyes, órdenes y disposiciones que se hayan dado y publicado en contrario.

La Constitución de 1812 también recogió la abolición, de forma mucho más escueta. El artículo 303 decía:

No se usará nunca del tormento ni de los apremios

Como los apremios se siguieron utilizando en situaciones extraordinarias en las cárceles —varios diputados denunciaron que los alcaides hacían un uso «escandaloso e inhumano» de este tipo de castigos, con el pretexto «de ser responsables de su seguridad»—, durante el Trienio Liberal (1820-1823) se decretó de nuevo su prohibición, añadiendo: «Que se quiten y queden sin uso los calabozos subterráneos y mal sanos que existen en las cárceles, cuarteles y fortalezas, haciendo que todas las prisiones estén situadas de modo que tengan luz natural; que no se pongan grillos á los presos, y en el caso de que sea necesaria alguna seguridad, sea solo grillete precediendo mandato del juez respectivo». También se ordenaba la destrucción de los potros y otros instrumentos de tortura.
En el artículo 300 del Código Penal español de 1848, reformado en 1850, se castigaba con «penas de suspensión y multa de 10 a 100 duros» a los empleados públicos que usaran de «apremios ilegítimos o innecesarios». Asimismo, en el artículo 19 de la Ley de Prisiones española de 1849 se prohibían los apremios, aunque se abría la puerta a su uso excepcional por razones de seguridad:

Art. 19. No podrán los alcaides agravar a los presos con encierros ni con grillos y cadenas, sin que para ello preceda orden de la autoridad competente, salvo en el caso de que para la seguridad de su custodia sea necesario tomar incontinenti algunas de estas medidas de que habrán de dar cuenta en el acto a la misma autoridad...

## Los apremios ilegales en la actualidad
La figura jurídica de los apremios ilegales, según se supone, tuvo su origen en los reportes policiales elevados a los tribunales por las fuerzas de seguridad entre las décadas de 1960 y 1970, en los cuales era habitual la expresión "...el detenido, apremiado por su conciencia...", cuando se mencionaban confesiones de los sospechosos, en muchos casos en los peritajes médicos luego mostraban evidencias de aplicación de diferentes métodos de tortura, tales como picanas, "submarino seco" (ahogamiento con bolsas plásticas), o simplemente traumatismos.
Esta expresión, que se hizo pública en las noticias policiales de los diarios, tomaron especial importancia durante la última dictadura militar en Argentina, lo que llevó, ya retornada la democracia en el país, a igualar esa figura con la de tormentos, ya presente en la Constitución Argentina, y más tarde considerada como crimen de lesa humanidad.
La figura jurídica ha aparecido frecuentemente en juicios a miembros de las fuerzas armadas, incluso al presente, acusados por la desaparición forzada de personas en la mencionada dictadura.
Sin embargo, al no ser exclusivo de la actuación de las fuerzas militares en esa década, el uso del término es más extendido al ser precisamente uno de los motivos y acusaciones principales en los casos más famosos de acusaciones contra fuerzas de seguridad, en situaciones controvertidas o sospechosas.